# Pseudovalsa
Pseudovalsa es un género de hongos en la familia Melanconidaceae.